# اولریکه ریشتر
اولریکه ریشتر (به آلمانی: Ulrike Richter) ورزشکار زن رشتهٔ شنا اهل کشور آلمان شرقی است. وی در بین سال‌های ‎۱۹۷۶ میلادی در مسابقات بازی‌های المپیک تابستانی در مجموع ۳ مدال طلا را کسب کرد.